# Ursula Meier

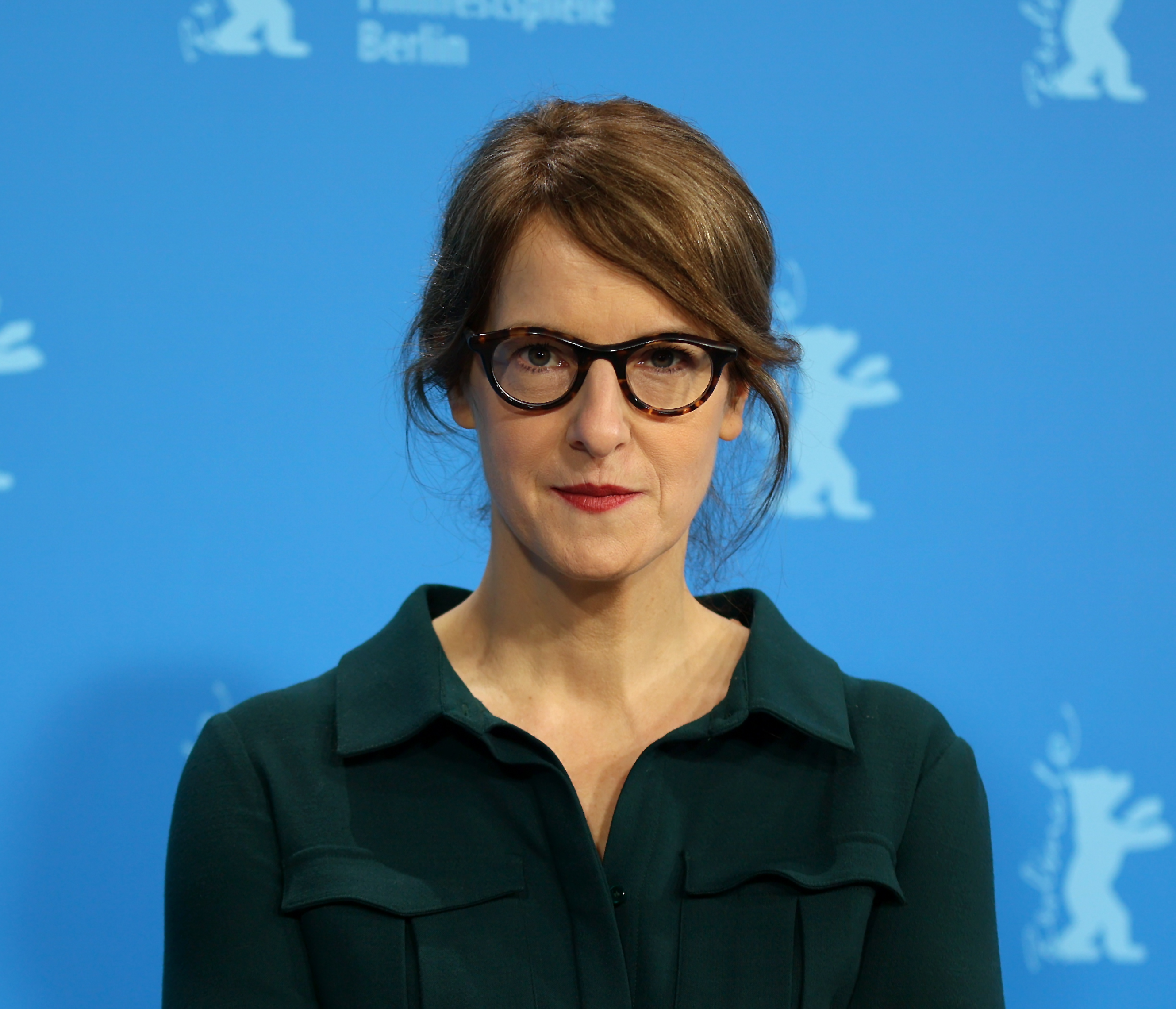
Ursula Meier bei der Berlinale (2022)

Ursula Meier (* 24. Juni 1971 in Besançon) ist eine französisch-schweizerische Filmregisseurin und Filmschauspielerin.

## Kurzbiografie

### Werdegang
Ursula Meier wurde als Tochter einer französischen Mutter und eines Deutschschweizer Vaters geboren und wuchs bei Genf auf. Sie hat drei ältere Geschwister. Sie besuchte in Ferney-Voltaire ein dortiges Lycée und studierte anschließend von 1990 bis 1994 Regie am Institut des Arts de Diffusion im belgischen Ottignies-Louvain-la-Neuve. Heute lebt Meier im Stadtteil Louvain-la-Neuve.

### Karriere

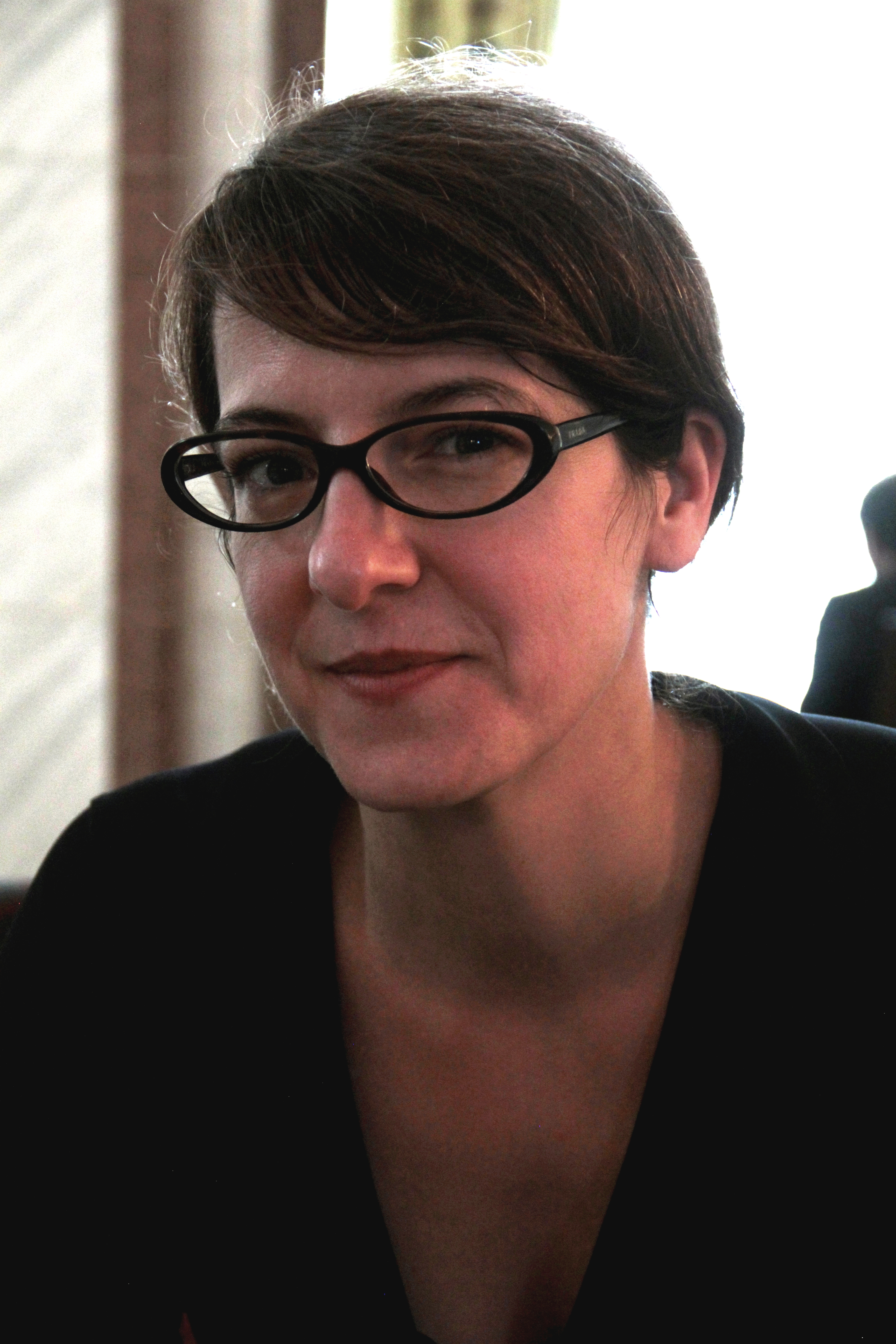
Ursula Meier (2012)

Meier begann ihre Karriere 1994 als Regisseurin von Kurzfilmen, darunter ihr Debüt À corps perdu. Nach vier weiteren Kurzfilmen, die sie zwischen 1999 und 2003 inszenierte, wagte sich Meier 2008 mit dem Film Home an ihren ersten Spielfilm, der 2008 in der Semaine de la Critique am Filmfestival von Cannes uraufgeführt wurde, und 2009 den Schweizer Filmpreis in den Kategorien Bester Spielfilm und Bestes Drehbuch gewann (zusammen mit Antoine Jaccoud). Er wurde für den Europäischen Filmpreis 2008 eingereicht. Im Februar 2009 erhielt Home drei Nominierungen bei den Césars. Mitte September 2009 wurde der Film als Schweizer Beitrag für den Oscar 2010 in der Kategorie Bester fremdsprachiger Film eingereicht.
Mit ihren Spielfilm Winterdieb wurde Meier 2012 erstmals in den Wettbewerb der Internationalen Filmfestspiele von Berlin eingeladen, wo sie für ihr Sozialdrama mit einem Sonderpreis ausgezeichnet und mit einem Silbernen Bären geehrt wurde. Auch dieser Film wurde als offizieller Beitrag der Schweiz für den Oscar 2013 in der Kategorie Bester fremdsprachiger Film eingereicht und gewann im selben Jahr drei Schweizer Filmpreise (Film, Drehbuch, Hauptdarsteller – Kacey Mottet Klein). Im selben Jahr wurde sie in die Wettbewerbsjury der 69. Internationalen Filmfestspiele von Venedig berufen.
2014 wurde der Omnibusfilm Les Ponts de Sarajevo (The Bridges of Sarajevo) beim Filmfestival von Cannes uraufgeführt. Der Film ist ein Gemeinschaftswerk von fünfzehn Regisseuren und Regisseurinnen, darunter Jean-Luc Godard, Angela Schanelec und Cristi Puiu. Im selben Jahr realisierte sie den Kurzfilm Tišina Mujo, der an den Internationalen Kurzfilmtagen Winterthur uraufgeführt wurde, wo er mit dem Preis für den besten Schweizer Film ausgezeichnet wurde. Der Kurzfilm wurde mehrfach prämiert und war für den Schweizer Filmpreis nominiert.
Im Jahr 2015 drehte Meier den Kurzfilm Kacey Mottet Klein, Naissance d’un acteur (englischer Titel: Kacey Mottet Klein, Birth of an Actor) über den Darsteller Kacey Mottet Klein, mit dem sie bereits im Kindesalter für Home und Winterdieb zusammengearbeitet hatte. Dieser Film lief in der Sektion Generation bei der Berlinale 2016. Auch 2017 drehte sie wieder mit Klein. Er ist der Hauptdarsteller ihres Films Ondes de choc – Journal de ma tête (englischer Titel: Shock Waves – Diary of My Mind, deutsch: Schockwellen – Tagebuch des Todes, erster Teil der vierteiligen Mini-Serie Ondes de choc / Schockwellen), der 2018 zur Berlinale, Sektion Panorama, eingeladen wurde. Im selben Jahr wurde sie beim 71. Filmfestival von Cannes als Jurypräsidentin für die Vergabe der Caméra d’Or ausgewählt.
Im Jahr 2022 erhielt Meier für ihren Spielfilm Die Linie eine erneute Einladung in den Wettbewerb der Berlinale. Im Rahmen der Verleihung des Schweizer Filmpreises 2023 wurde sie für diesen Film für das beste Drehbuch gemeinsam mit Stéphanie Blanchoud und Antoine Jaccoud ausgezeichnet.
Neben ihrer Tätigkeit als Regisseurin wirkte Meier bislang in drei Filmen als Schauspielerin mit, darunter 2004 im Coming-of-Age-Filmdrama Dummer Junge – Garçon stupide.

## Filmografie (Auswahl)
- 2002: Die Sprinterin (Des épaules solides, Fernsehfilm)
- 2004: Dummer Junge – Garçon stupide (Garçon stupide, Darstellung)
- 2008: Home
- 2012: Winterdieb (L’enfant d’en haut)
- 2014: Tišina Mujo (Kurzfilm)
- 2014: Les Ponts de Sarajevo (Dokumentarfilm)
- 2015: Kacey Mottet Klein, Naissance d’un acteur (Kurzdokumentarfilm)
- 2017: Schockwellen (Ondes de choc, Fernsehserie, Folge Tagebuch des Todes)
- 2022: Die Linie (La ligne)